# Comuna Ponor, Alba
Ponor (în maghiară: Nagyponor) este o comună în județul Alba, Transilvania, România, formată din satele După Deal, Geogel, Măcărești, Ponor (reședința), Valea Bucurului și Vale în Jos.

## Demografie
Componența etnică a comunei Ponor
     Români (91,16%)
     Alte etnii (0,84%)
     Necunoscută (8%)
Componența confesională a comunei Ponor
     Ortodocși (89,47%)
     Alte religii (2,32%)
     Necunoscută (8,21%)
Conform recensământului efectuat în 2021, populația comunei Ponor se ridică la 475 de locuitori, în scădere față de recensământul anterior din 2011, când fuseseră înregistrați 540 de locuitori. Majoritatea locuitorilor sunt români (91,16%), iar pentru 8% nu se cunoaște apartenența etnică. Din punct de vedere confesional, majoritatea locuitorilor sunt ortodocși (89,47%), iar pentru 8,21% nu se cunoaște apartenența confesională.

## Politică și administrație
Comuna Ponor este administrată de un primar și un consiliu local compus din 9 consilieri. Primarul, Bujor Petruț[*], de la Partidul Național Liberal, este în funcție din 2016. Începând cu alegerile locale din 2024, consiliul local are următoarea componență pe partide politice:
|  | Partid                          | Consilieri | Componența Consiliului | Componența Consiliului | Componența Consiliului | Componența Consiliului | Componența Consiliului | Componența Consiliului |
|  | ------------------------------- | ---------- | ---------------------- | ---------------------- | ---------------------- | ---------------------- | ---------------------- | ---------------------- |
|  | Alianța pentru Unirea Românilor | 6          |                        |                        |                        |                        |                        |                        |
|  | Partidul Social Democrat        | 3          |                        |                        |                        |                        |                        |                        |

## Atracții turistice
- Biserica de lemn "Sfinții Arhangheli Mihail și Gavriil" din satul Geogel, construcție 1751, monument istoric
- Rezervația naturală "Vânătările Ponorului" (5 ha), satul Vale în Jos
- Rezervația naturală "Cheile Geogelului" (5 ha), satul Geogel